# Honolulu
Honolulu az Egyesült Államok 50. tagállama, Hawaii fővárosa. A Honolului egyházmegye püspöki székvárosa. Oahu szigetén található.
Az Economist Intelligence Unit 2011-es rangsora szerint a világ 26. legélhetőbb városa, az országon belül pedig az első.

## Testvértelepülések
- Baku, Azerbajdzsán
- Baguio, Fülöp-szigetek
- Bruyères, Franciaország
- Caracas, Venezuela
- Cebu, Fülöp-szigetek
- Funchal, Portugália
- Hajnan, Kína
- Hirosima, Japán
- Huế, Vietnám
- Incshon, Dél-Korea
- Kaohsziung , Tajvan
- Laoag, Fülöp-szigetek
- Manila, Fülöp-szigetek
- Mombasa, Kenya
- Montréal, Kanada
- Mumbai, India
- Naha, Japán
- San Juan, Fülöp-szigetek
- San Juan, Puerto Rico
- Santiago, Fülöp-szigetek
- Szöul, Dél-Korea
- Sintra, Portugália
- Tokió, Japán
- Uvajima, Japán
- Vigan, Fülöp-szigetek
- Zhongshan, Kína
- Rabat, Marokkó
- Santo Domingo, Dominikai Köztársaság

## Híres szülöttei
- Peter Gene Hernandez, énekes, zeneszerző, dalszerző.
- Israel Kamakawiwoʻole, zenész ,énekes, dalszerző
- Barack Obama, az Amerikai Egyesült Államok 44. elnöke
- Nicole Scherzinger, énekes, dalszerző, táncos, a Pussycat Dolls frontembere.
- Nicole Kidman, Oscar-díjas ausztrál színésznő, modell, énekesnő.
- Tia Carrere, színésznő, Az elveszett ereklyék fosztogatói című televíziós sorozat főszereplője.
- Lauren Graham, színésznő, Szívek szállodája című sorozat főszereplője.
- Tony Scalzo, énekes, zeneszerző, a Fastball frontembere.
- Timothy Olyphant színész
- Kelly Preston színésznő
- Kelly Hu színésznő
- Jason Momoa színész